# St. Gertrudis (Dilkrath)

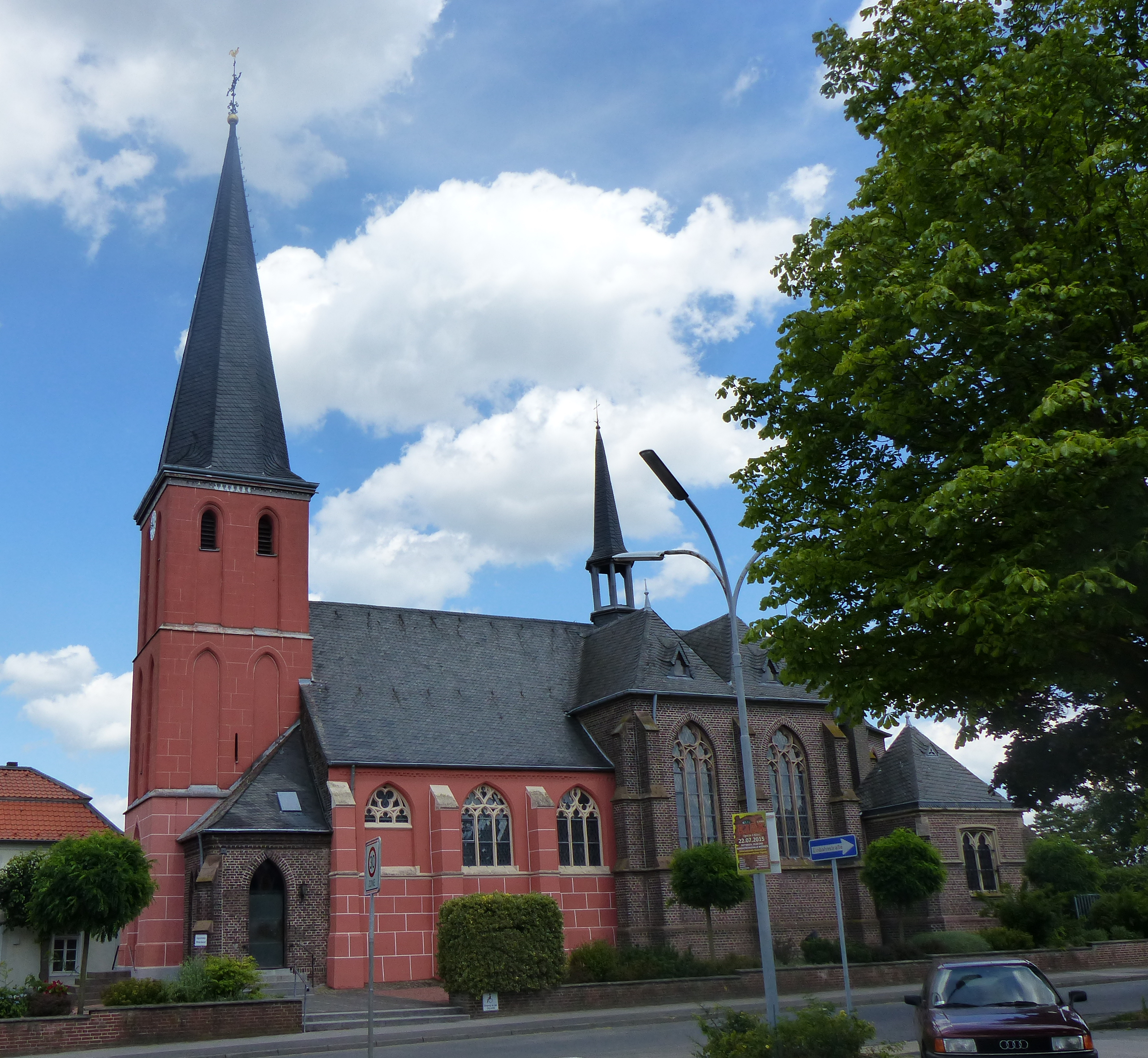
St. Gertrud, 2015

Die katholische Filialkirche St. Gertrud ist ein denkmalgeschütztes Kirchengebäude in Dilkrath, einem Ortsteil von Schwalmtal im Kreis Viersen (Nordrhein-Westfalen). Sie gehört zur Pfarre St. Matthias Schwalmtal.

## Geschichte und Architektur
Die dreischiffige Pseudobasilika wurde 1460 mit einem vorgesetzten, dreigeschossigen Westturm errichtet. Darin befindet sich das Eingangsportal und Maßwerkfenster. Innen ruhen Kreuzgewölbe auf Rundpfeilern. Von 1902 bis 1904 wurde sie nach Entwürfen von Carl Rüdell und Richard Odenthal neugotisch um ein ausladendes Querschiff und einen Staffelchor erweitert. Der Altbau wurde zum Schutz der Backsteine verputzt und farbig in Ziegelrot mit hellem Fugenstrich gefasst. Bei dem Neubau blieb der Backstein sichtbar. Die Glasgemälde im Altbau wurden 1880, die im Neubau 1904 angefertigt.

## Ausstattung
Die geschnitzten Retabel der drei Altäre vom Ende des 19. Jahrhunderts wurden noch für den Altbau angeschafft. Der Taufstein aus Blaustein ist vom 15. Jahrhundert, er ist reich profiliert und mit vier Kopfmasken geschmückt. Der neugotische Metalldeckel ist kuppelförmig. Die Kirchenfenster wurden 1904 von der bekannten Kölner Glasmalereiwerkstätte Schneiders & Schmolz ausgeführt.

### Orgel
Die Orgel wurde 1762 von dem Orgelbauer D. Schouten gebaut. Das Gehäuse aus Eiche ist teilweise vergoldet. Es wird von einer Figur des Königs David von 1958 bekrönt. Die Orgelempore mit einer geschnitzten neugotischen Brüstung wurde 1850 hergestellt. Das Orgelwerk wurde 1957 durch die Orgelbaufirma Romanus Seifert & Sohn ergänzt. Es hat neun Register auf einem Manual. Das Pedal (C–c1) ist angehängt.
| Manualwerk C–c3 |                   |       |                 |
| 1.              | Hohlpfeife        | 8′    | (1762)          |
| 2.              | Flaut travers (D) | 8′    | (1995, Seifert) |
| 3.              | Prestant          | 4′    | (1957, Seifert) |
| 4.              | Flaut douce       | 4′    | (1762)          |
| 5.              | Nasard            | 2 ⁄3′ | (1762)          |

| (Fortsetzung) |                       |    |                      |
| 6.            | Octave                | 2′ | (1762)               |
| 7.            | Mixtur III            | 1′ | (1957, Seifert)      |
| 8.            | Sesquialtera II (B/D) |    | (1957/1995, Seifert) |
| 9.            | Trompete (B/D)        | 8′ | (1995, Seifert)      |